# Comuna Tavria, Tokmak
Tavria (în ucraineană Таврія) este o comună în raionul Tokmak, regiunea Zaporijjea, Ucraina, formată din satele Ciornozemne, Komsomolske, Novohorivka, Peremojne, Tavria (reședința) și Zelenîi Hai.

## Demografie
Componența lingvistică a comunei Tavria
     Ucraineană (84,77%)
     Rusă (14,49%)
     Alte limbi (0,68%)
Conform recensământului din 2001, majoritatea populației comunei Tavria era vorbitoare de ucraineană (84,77%), existând în minoritate și vorbitori de rusă (14,49%).